# Att få vara försonad
Att få vara försonad är en psalm med text och musik skriven 1949 av pastorn Thure Byström inom Evangeliska Fosterlandsstiftelsen. Textens första vers bygger på Andra Korintierbrevet 5:19, Johannesevangeliet 14:27 och Jesaja 61:10, andra vers på Första Johannesbrevet 1:7 och Lukasevangeliet 22:30, tredje versen på Matteusevangeliet 28:19–20, Första Korintierbrevet och fjärde versen på Uppenbarelseboken 14:3.

## Publicerad i
- EFS tillägg till Den svenska psalmboken (1986) som nummer 766 under rubriken "Att leva av tro: Förtröstan - trygghet".[1]
- Verbums psalmbokstillägg 2003 som nummer 775 under rubriken "Att leva av tro: Förtröstan - trygghet".[1]